# Georgi Minčev (calciatore 1995)
Georgi Plamenov Minčev (in bulgaro Георги Пламенов Минчев?; Ruse, 20 aprile 1995) è un calciatore bulgaro, attaccante del Manisa.

## Carriera

### Club

#### Liteks Loveč
Minčev ha debuttato il 6 novembre 2013 in una partita valida per la Coppa di Bulgaria contro il Sozopol, subentrando al minuto 83º. Il Liteks vinse la partita 2-1. L'11 dicembre, ha debuttato in massima serie nel pareggio casalingo per 0-0 contro il CSKA Sofia, entrando nel primo minuto di recupero al posto di Wilmar Jordán. Tre giorni dopo, Minčev ha segnato il suo primo gol nella vittoria per 5-2 in trasferta contro la Lokomotiv Plovdiv.
È stato il capocannoniere del campionato bulgaro U21 nella stagione 2014-2015 con la casacca del Liteks U21, mettendo a segno 18 gol. Per la stagione 2015-2016, è stato inserito nella squadra di riserve del Liteks nel campionato cadetto. Ha debuttato il 26 luglio 2015 in una partita contro il Dobrudža. Mette a segno due gol al suo debutto contro lo Spartak Pleven il 24 agosto 2015.

#### Carsko Selo
Il 17 febbraio 2017, Minčev è stato girato in prestito al Carsko Selo fino al termine della stagione. Il 27 maggio 2017 realizza una tripletta nell'ultima partita di campionato contro il Botev Vraca. Minčev era il capitano della squadra. Al termine della stagione viene riscattato a titolo definitivo dal club.

#### Lokomotiv Plovdiv
Minčev ha firmato un contratto con la Lokomotiv Plovdiv nel luglio 2020. Il 17 settembre 2020, segna il gol del momentaneo 1-0 contro il Tottenham in Europa League, partita che terminerà con la vittoria degli inglesi per 2-1, sancendo l'eliminazione dei bulgari.

#### Riga FC
Il 19 febbraio 2022 viene acquistato dal Riga FC.

#### AEL Limassol
Il 16 gennaio 2024 viene acquistato dall'AEL Limassol.
Il 2 agosto 2024 rescinde il proprio contratto con il club cipriota.

### Nazionale
Il 14 maggio 2021 viene convocato per la prima volta in nazionale maggiore. Il 1º giugno seguente esordisce con la selezione bulgara in occasione del pareggio per 1-1 contro la Slovacchia.

## Statistiche

### Cronologia presenze e reti in nazionale
| Cronologia completa delle presenze e delle reti in nazionale ― Bulgaria | Cronologia completa delle presenze e delle reti in nazionale ― Bulgaria | Cronologia completa delle presenze e delle reti in nazionale ― Bulgaria | Cronologia completa delle presenze e delle reti in nazionale ― Bulgaria | Cronologia completa delle presenze e delle reti in nazionale ― Bulgaria | Cronologia completa delle presenze e delle reti in nazionale ― Bulgaria | Cronologia completa delle presenze e delle reti in nazionale ― Bulgaria | Cronologia completa delle presenze e delle reti in nazionale ― Bulgaria |
| Data                                                                    | Città                                                                   | In casa                                                                 | Risultato                                                               | Ospiti                                                                  | Competizione                                                            | Reti                                                                    | Note                                                                    |
| ----------------------------------------------------------------------- | ----------------------------------------------------------------------- | ----------------------------------------------------------------------- | ----------------------------------------------------------------------- | ----------------------------------------------------------------------- | ----------------------------------------------------------------------- | ----------------------------------------------------------------------- | ----------------------------------------------------------------------- |
| 1-6-2021                                                                | Ried im Innkreis                                                        | Slovacchia                                                              | 1 – 1                                                                   | Bulgaria                                                                | Amichevole                                                              | -                                                                       | 60’                                                                     |
| 5-6-2021                                                                | Mosca                                                                   | Russia                                                                  | 1 – 0                                                                   | Bulgaria                                                                | Amichevole                                                              | -                                                                       | 88’                                                                     |
| 8-6-2021                                                                | Saint-Denis                                                             | Francia                                                                 | 3 – 0                                                                   | Bulgaria                                                                | Amichevole                                                              | -                                                                       | 57’                                                                     |
| 11-11-2021                                                              | Odessa                                                                  | Ucraina                                                                 | 1 – 1                                                                   | Bulgaria                                                                | Amichevole                                                              | -                                                                       | 46’                                                                     |
| 15-11-2021                                                              | Lucerna                                                                 | Svizzera                                                                | 4 – 0                                                                   | Bulgaria                                                                | Qual. Mondiali 2022                                                     | -                                                                       | 46’                                                                     |
| 26-3-2022                                                               | Al Rayyan                                                               | Qatar                                                                   | 2 – 1                                                                   | Bulgaria                                                                | Amichevole                                                              | -                                                                       | 46’                                                                     |
| 2-6-2022                                                                | Sofia                                                                   | Bulgaria                                                                | 1 – 1                                                                   | Macedonia del Nord                                                      | UEFA Nations League 2022-2023 - 1º turno                                | -                                                                       | 46’ 90+2’                                                               |
| 9-6-2022                                                                | Gibilterra                                                              | Gibilterra                                                              | 1 – 1                                                                   | Bulgaria                                                                | UEFA Nations League 2022-2023 - 1º turno                                | 1                                                                       |                                                                         |
| 12-6-2022                                                               | Tbilisi                                                                 | Georgia                                                                 | 0 – 0                                                                   | Bulgaria                                                                | UEFA Nations League 2022-2023 - 1º turno                                | -                                                                       | 51’ 84’                                                                 |
| 25-3-2024                                                               | Baku                                                                    | Azerbaigian                                                             | 1 – 1                                                                   | Bulgaria                                                                | Amichevole                                                              | -                                                                       | 86’                                                                     |
| 8-6-2024                                                                | Lubiana                                                                 | Slovenia                                                                | 1 – 1                                                                   | Bulgaria                                                                | Amichevole                                                              | -                                                                       | 61’                                                                     |
| 12-10-2024                                                              | Plovdiv                                                                 | Bulgaria                                                                | 0 – 0                                                                   | Lussemburgo                                                             | UEFA Nations League 2024-2025 - 1º turno                                | -                                                                       | 76’                                                                     |
| 15-10-2024                                                              | Belfast                                                                 | Irlanda del Nord                                                        | 5 – 0                                                                   | Bulgaria                                                                | UEFA Nations League 2024-2025 - 1º turno                                | -                                                                       | 85’                                                                     |
| Totale                                                                  |                                                                         | Presenze                                                                | 13                                                                      |                                                                         | Reti                                                                    | 1                                                                       |                                                                         |

## Palmarès

### Club

#### Competizioni nazionali
- Vtora profesionalna futbolna liga: 1

Carsko Selo: 2018-2019
- Supercoppa di Bulgaria: 1

Lokomotiv Plovdiv: 2020
- Coppa di Lettonia: 1

Auda Ķekava: 2022